# Список мохообразных, водорослей и лишайников, занесённых в Красную книгу Республики Мордовия
Ниже приведён список мохообразных, водорослей и лишайников, занесённых в Красную книгу Республики Мордовия
В квадратных скобках после названия каждого растения указан цифровой код, обозначающий категорию редкости:

0 — вероятно, исчезнувшие на территории Республики Мордовия;

1 — исчезающие виды, выживание которых маловероятно, если не прекратится воздействие угрожающих для них факторов;

2 — уязвимые виды с неуклонно сокращающейся численностью;

3 — редкие виды, распространённые на небольших территориях, либо на больших, но с низкой плотностью популяций;

4 — виды с неопределённым статусом, сведения об их состоянии недостаточны;

5 — восстанавливаемые или восстанавливающиеся виды, численность их начала расти.

## Мохообразные
Семейство Амблистегиевые (Amblystegiaceae)
- Кампилиум золотистолистный (Campylium chrysophyllum) [3]

Семейство Аулакомниевые (Aulacomniaceae)
- Аулакомниум болотный (Aulacomnium palustre) [3]

Семейство Буксбаумиевые (Buxbaumiaceae)
- Буксбаумия безлистная (Buxbaumia aphilla) [3]

Семейство Гипновые (Hypnaceae)
- Гомомалиум загнутый (Homomallium incurvatum) [3]

Семейство Дикрановые (Dicraceae)
- Псевдоэфемерум блестящий (Pseudephemerum nitidum) [2]

Семейство Неккеровые (Neckeraceae)
- Неккера перистая (Neckera pennata) [3]

Семейство Сфагновые (Sphagnaceae)
- Сфагнум береговой (Sphagnum riparium) [3]
- Сфагнум болотный (Sphagnum palustre) [3]
- Сфагнум бурый (Sphagnum fuscum) [3]

Семейство Фиссиденсовые (Fissidentaceae)
- Фиссиденс моховидный (Fissidens bryoides) [3]

Семейство Фунариевые (Funariaceae)
- Фискомитрелла отстоящая (Physcomitrella patens) [3]

Семейство Энкалиптовые (Encalyptaceae)
- Энкалипта обыкновенная (Encalypta vulgaris) [3]

## Водоросли
Семейство Гидродикционовые (Hydrodictyaceae)
- Водяная сеточка (Hydrodictyon reticulatum)

Семейство Харовые (Characeae)
- Хара зловонная (Chara foetida)

## Лишайники
Семейство Гипогимниевые (Hypogimniaceae)
- Менегацция продырявленная (Menegazzia terebrata) [1]

Семейство Кладониевые (Cladoniaceae)
- Кладония звездчатая (Cladonia stellaris) [2]

Семейство Коллемовые (Collemataceae)
- Лептогиум свинцовый (Leptogium saturninum) [3]

Семейство Лобариевые (Lobariaceae)
- Лобария легочная (Lobaria pulmonaria) [1]

Семейство Уснеевые (Usneaceae)
- Уснея густобородая (Usnea dasypoga) [2]
- Уснея жёстковолосатая (Usnea hirta) [2]
- Уснея хохлатая (Usnea comosa) [2]